# Ялты
Ялты (каз. Ялты) — село в районе имени Габита Мусрепова Северо-Казахстанской области Казахстана. Входит в состав Чистопольского сельского округа. Находится примерно в 86 км к юго-юго-востоку (SSE) от села Новоишимское, административного центра района, на высоте 269 метров над уровнем моря. Код КАТО — 596665600.

## Население
В 1999 году численность населения села составляла 753 человека (367 мужчин и 386 женщин). По данным переписи 2009 года, в селе проживало 579 человек (285 мужчин и 294 женщины).